# 萊克鎮區 (內布拉斯加州霍爾縣)
萊克鎮區（英語：Lake Township）是位於美國內布拉斯加州霍爾縣的一個行政鎮區。

## 地方資料
萊克鎮區的面積為70.02平方千米，皆為陸地。根據2020年美國人口普查的數據，當地共有人口436人，而人口密度為每平方千米6.23人。